# Córdoba CF
Córdoba Club de Fútbol är en spansk fotbollsklubb i Córdoba, grundad 1954. Klubben spelar i Segunda División B och spelar sina hemmamatcher på Estadio Nuevo Arcángel, som har kapacitet för drygt 20 000 åskådare. 
Klubben flyttades upp till La Liga inför säsongen 2014/15 och spelade sin totalt nionde säsong i högsta serien i Spanien. Senaste sejouren dessförinnan var säsongen 1971/72. Återbesöket blev kort med en sistaplats, och omedelbar nedflyttning till 2015/16. Under merparten av klubbens existens har den pendlat mellan andra- och tredjedivisionerna i Spanien.